# Новоясенєвська (станція метро)
55°36′04″ пн. ш. 37°33′15″ сх. д. / 55.60111° пн. ш. 37.55417° сх. д.
«Новоясенєвська» (рос. Новоясеневская, до 3 червня 2008 — «Бітцевський парк») — станція Московського метрополітену, південна кінцева Калузько-Ризької лінії і наступна за станцією «Ясенєво». Розташована у районі Ясенєво, у кінці Новоясеневського проспекту, на межі житлового масиву і Бітцевського лісу. Відкрита 17 січня 1990 у складі черги «Теплий Стан» — «Бітцевський парк».
Сучасну назву дано по Новоясенєвському проспекту, під яким станція частково розташована. Станція є однією з найменшим пасажирообігом у Московському метрополітені (за даними 2008 року її середньодобовий пасажиропотік становив 10,6 тис. осіб).

## Технічна характеристика
Конструкція станції — колонна трипрогінна мілкого закладення, (глибина закладення — 7 м) побудована за типовим проєктом. На станції — 52 колони з кроком 6,5 м.

## Оздоблення
Колони оздоблені рожевим мармуром; колійні стіни оздоблені стільниковою металевої плиткою темно-зеленого кольору; підлога викладена сірим гранітом.

## Вестибюлі
Станція має два вестибюля — північно-західний (підземний), з виходом в підземний перехід під Новоясенєвським проспектом та південно-східний (наземний) вестибюль, поєднаний зі станцією «Бітцевський парк».
При відкритті станція мала два підземних вестибюля у торцях станції. Південний вестибюль мав вихід у підземний пішохідний перехід, вихід з якого, в свою чергу, здійснювався через наземний павільйон. Цей наземний павільйон, оздоблений сірим мармуром і прикрашений скульптурною композицією «Ноїв ковчег» (скульптор Л. Л. Берлін) та скульптурами тварин, пропрацював кілька місяців (c 17 січня 1990 по березень 1991) і було закрито у зв'язку з низьким пасажиропотоком. Вибір тематики оздоблення вестибюля пояснювався планами повного або часткового перенесення Московського зоопарку в Бітцевський ліс, але цей проєкт не було реалізовано. Разом з ним було закрито і південний підземний вестибюль станції. Точна доля композиції «Ноїв Ковчег» невідома.
Північний вестибюль сполучено з підземним пішохідним переходом під Новоясенєвським проспектом. Вихід у місто здійснюється через наземні павільйони на обох сторонах проспекту. 10 вересня 2012 було закрито і незабаром знесено павільйон на непарній стороні Новоясенєвського проспекту. Його знесення було обумовлено розташуванням правого тупика Бутовської лінії, вигин якого у свою чергу пов'язаний з прилеглою забудовою 1990-х, 2000-х років. Таким чином на місці старого павільйону також зведено новий, сучасніший павільйон, з вбудованим всередину ліфтом для інвалідів.

## Пересадки
- Метростанції  «Бітцевський парк»
- Автобуси: 262, 648, 651, т81

## Колійний розвиток

Схема колійного розвитку станції «Новоясенєвська»

Станція з колійним розвитком — 6 стрілочних переводів, перехресний з'їзд, 2 станційні колії для обороту та відстою рухомого складу і 2 колії для відстою рухомого складу.